# Petite rivière de la Baleine
Pour les articles homonymes, voir baleine (homonymie).
La Petite rivière de la Baleine est une rivière canadienne, affluent de la baie d'Hudson. Cet important cours d'eau coule vers l'ouest le territoire non organisé de la Baie-d'Hudson, au Nunavik, dans la région administrative Nord-du-Québec, au Québec, au Canada.
Ce cours d'eau est reconnu pour sa population de bélugas de la baie d'Hudson, venant à proximité de l'embouchure de cette rivière.

## Géographie
Située une centaine de kilomètres au nord de Kuujjuarapik et de l'embouchure de la Grande rivière de la Baleine, la Petite rivière de la Baleine prend sa source dans les lacs d'Iberville et Amichinatwayach et draine un bassin de 15 900 km2 avant de se jeter dans la baie d'Hudson 380 km plus loin.

## Principaux affluents
- Rivière Boutin

## Histoire
La Compagnie de la Baie d'Hudson avait établi le poste de North Bluff à l'embouchure de la rivière.

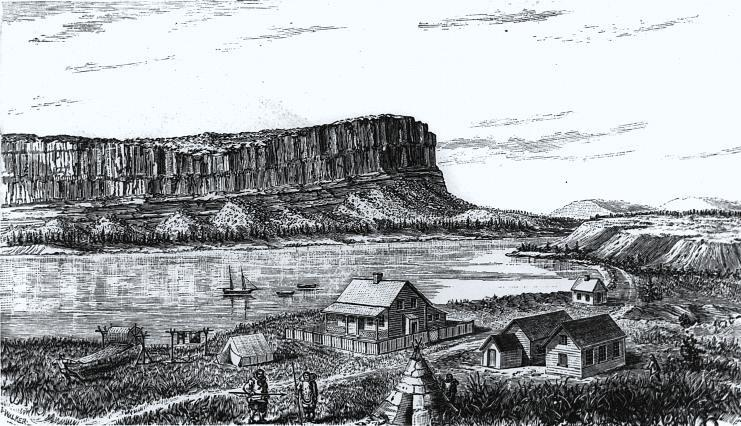
Poste de North Bluff de la Compagnie de la Baie d'Hudson, Petite rivière de la Baleine, vers 1878, John Henry Walker

## Toponymie
Les Inuits désignent ce cours d'eau sous l'appellation Qilalugarsiuviup Kuunga, ayant pour sens : la rivière du lieu où l'on chasse le béluga. Au XVIIIe siècle, les Britanniques la baptisèrent Little Whale River. Mal traduite en français, elle fut longtemps appelée la rivière de la Petite Baleine avant d'être officiellement corrigée en 1962 par la Commission de géographie du Québec.

## Économie

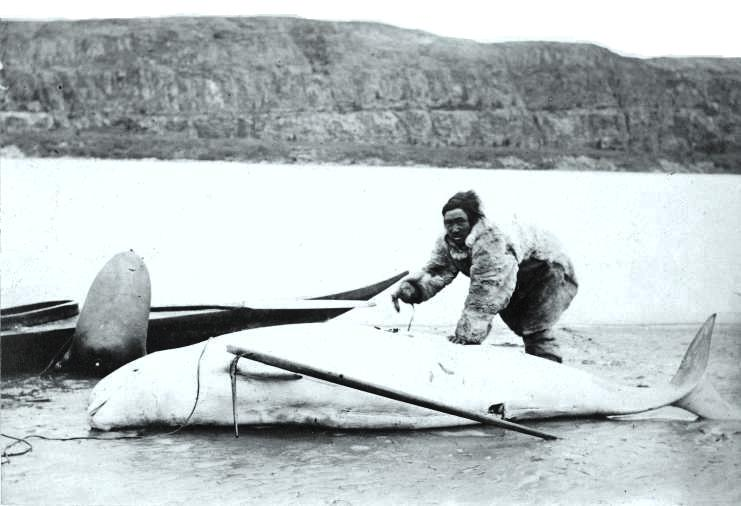
Dépeçage d'une baleine,
Petite rivière de la Baleine, 1872

Dans ses eaux on retrouve une importante population de bélugas chassés depuis longtemps par les Cris et les Inuits de la région.